# Ezechiel Łoś
Ezechiel Łoś  vel Ezechiel Łogań pseud. Ikwa, Wiśnia (ur. 23 kwietnia 1900 w Zaśnieszkowie (powiat kostopolski), zm. 7 sierpnia 1988 w Brzegu) – żołnierz Wojska Polskiego II RP, Polskich Sił Zbrojnych, oficer Armii Krajowej, porucznik piechoty, cichociemny.

## Życiorys
Po ukończeniu 6 klas gimnazjum w Równem od 1917 roku zajmował się pszczelarstwem. W latach 1921–1923 służył w 44 pułku Strzelców Kresowych. Od 1925 roku powrócił do służby w tym pułku jako podoficer zawodowy (kapral). Od października 1926 pełnił służbę w Powiatowej Komendzie Uzupełnień Krzemieniec, która w 1938 została przemianowana na Komendę Rejonu Uzupełnień Krzemieniec. W 1934 roku zdał eksternistycznie maturę. 
We wrześniu 1939 roku służył w Komendzie Garnizonu Krzemieniec. 19 września przekroczył granicę polsko-węgierską. Był internowany na Węgrzech. W marcu 1940 roku znalazł się we Francji. Od marca 1940 pełnił służbę w Komendzie Uzupełnień w obozie Coëtquidan na stanowisku kierownika referatu. W czerwcu tego roku został przeniesiony do 7 pułku piechoty na stanowisko dowódcy plutonu w 1. kompanii. W tym samym miesiącu dostał się do Wielkiej Brytanii, gdzie służył w 3 batalionie strzelców 1 Brygady Strzelców jako szef kancelarii. Od września do marca 1942 uczył się w Szkole Podchorążych Piechoty i Kawalerii Zmotoryzowanej w Dundee. Na stopień podporucznika został mianowany ze starszeństwem od 15 marca 1943. Mówił biegle kilkoma językami, posługując się różnymi tożsamościami.  
Zgłosił się do służby w okupowanym kraju. Po przeszkoleniu w dywersji został zaprzysiężony 22 lutego 1943 roku w Oddziale VI Sztabu Naczelnego Wodza. Zrzutu dokonano w nocy z 15 na 16 marca 1943 roku w ramach operacji „Attic” dowodzonej przez kpt. naw. Józefa Gryglewicza. Początkowo dostał przydział do Kedywu Obszaru Białystok AK jako oficer w dyspozycji, w lipcu 1943 roku został skierowany do Ośrodka Stołpce Obwodu Baranowicze w Okręgu Nowogródek. Od 15 sierpnia 1943 roku był dowódcą 1 kompanii (w sile 120 żołnierzy) „Batalionu Stołpeckiego”, tzw. „Polskiego Oddziału Partyzanckiego”. Dowodził kompanią m.in. w akcjach: ok. 20 września, Derewno; ok. 10 października, Chotów; ok. 20 października, Kołosowo.
1 grudnia 1943 roku został aresztowany przez oddział partyzantki radzieckiej w rejonie Derewnej i przewieziony do Moskwy. W 1947 roku uciekł z łagru, jednak został ponownie aresztowany w Leningradzie. Wrócił z ZSRR w 1948 roku. Długo nie mógł znaleźć pracy. Zatrudnił się przetwórni ryb w Helu. Później pracował (do emerytury) jako główny księgowy w kilku przedsiębiorstwach w Brzegu. 

## Awanse
- sierżant z cenzusem – 1934 rok
- podporucznik – ze starszeństwem z dniem 15 marca 1943 roku
- porucznik

## Ordery i odznaczenia
- Krzyż Srebrny Orderu Virtuti Militari nr 13333[2]
- Krzyż Walecznych
- zwykły Znak Spadochronowy numer 0161

## Życie rodzinne
Ezechiel Łoś był synem Gracjana, rolnika, i Anny z domu Warumzer. W 1926 roku ożenił się z Heleną Hajdamowicz (1908–1989). Mieli trzech synów: Waldemara (1927–2000), Bogdana (1934–1999) i Remigiusza (1936–1978). Potomek wojewody malborskiego, pomorskiego, kasztelana chełmińskiego Władysława Stanisława Łosia.